# Бармштедт
Бармштедт (нем. Barmstedt) — город в Германии, в земле Шлезвиг-Гольштейн. 
Входит в состав района Пиннеберг.  Население составляет 9777 человек (на 31 декабря 2010 года). Занимает площадь 17,16 км². Официальный код  —  01 0 56 002.